# 부정적 선택 (자연 선택)
자연 선택에서 부정적 선택(negative selection; 음성 선택) 또는 정화 선택(purifying selection)은 유해한 대립유전자를 선택적으로 제거하는 것이다.

## 같이 보기
- 음성 선택
- 네안데르탈 유전학